# توهار بوتبول
توهار بوتبول (عبری: טוהר בוטבול‎؛ زادهٔ ۲۴ ژانویهٔ ۱۹۹۴) جودوکار اهل اسرائیل است.
وی در مسابقات کشوری و بین‌المللی در مجموع برندهٔ ۱ مدال نقره شده‌است.